# دومينيك دوغلاس
دومينيك دوغلاس (بالإنجليزية: Dominic Douglas)‏ هو لاعب كرة قدم أمريكية أمريكي، ولد في 24 نوفمبر 1986.

## وصلات خارجية
- دومينيك دوغلاس على موقع مرجع كرة القدم المحترفة.كوم (الإنجليزية)